# 러셀 힉스
러셀 힉스(Russell Hicks, 1895년 6월 4일 ~ 1957년 6월 1일)는 미국의 배우이다.

## 영화
- 14시간 (1951년)
- 아이다호의 공작부인 (1950년)
- 마천루 (1949년)
- 삼손과 데릴라 (1949년)
- 블랙 애로우 (1948년)
- 버라이어티 걸 (1947년)
- 초원의 바다 (1947년)
- 틸 더 클라우즈 롤 바이 (1946년)
- 스윙 퍼레이드 1946 (1946년)
- 쉬 우든트 세이 예스 (1945년)
- 블레임 오브 바바리 코스트 (1945년)
- 밸리 오브 디씨전 (1945년)
- 죽음의 게임 (1945년)
- 스칼렛 거리 (1945년) - 호가스 역
- 수영하는 미녀 (1944년)
- 히스 버틀러스 시스터 (1943년)
- 리비아 상륙작전 (1942년)
- 스프링타임 인 더 록키스 (1942년)
- 쉽 아호이 (1942년)
- 뉴욕으로 간 타잔 (1942년)
- 닥터스 돈 텔 (1941년)
- 빅 스토어 (1941년)
- 홀드 댓 고스트 (1941년)
- 대단한 거짓말 (1941년)
- 작은 여우들 (1941년)
- 요크 상사 (1941년)
- 혈과 사 (1941년)
- 모탈 스톰 (1940년) - 렉터 역
- 버지니아 시티 (1940년) - 존 아미스테드 역
- 파랑새 (1940년)
- 자니 아폴로 (1940년)
- 노, 노, 나네트 (1940년)
- 뱅크 딕 (1940년)
- 스워니 리버 (1939년)
- 스토리 오브 버넌 앤 아이린 캐슬 (1939년)
- 호놀룰루 (1939년)
- 이스트 사이드 오브 헤븐 (1939년)
- 리얼 글로리 (1939년)
- 삼총사 (1939년)
- 스탠리 앤 리빙스톤 (1939년)
- 리틀 미스 브로드웨이 (1938년)
- 유괴 (1938년)
- 댓 서튼 에이지 (1938년)
- 빅 브로드캐스트 오브 1938 (1938년)
- 켄터키 (1938년)
- 뉴욕의 토스트 (1937년)
- 메이타임 (1937년)
- 시카고 (1937년)
- 폴로우 더 플릿 (1936년)
- 로즈 마리 (1936년)
- 고 인투 유어 댄스 (1935년)
- 해피니스 어헤드 (1934년) - 짐 미핸 역
- 인톨러런스 (1916년)